# Endursaga
Endursaga (noble maza), es el dios heraldo en la mitología sumeria), el dios mensajero. Podía liderar el panteón sumerio, en tiempos de conflicto. 
Posteriormente, en tiempos de los acadios, se identificó con el dios menor Ishum.